# Hippichthys heptagonus
Hippichthys heptagonus és una espècie de peix de la família dels singnàtids i de l'ordre dels singnatiformes.
Poden assolir fins a 15 cm de longitud total. És ovovivípar i el mascle transporta els ous en una bossa ventral, la qual es troba a sota de la cua. És un peix demersal i de clima tropical. Es troba des de Sud-àfrica i Kenya fins a Salomó i les Filipines.